# Smrekovo mazilo
Smolno mazilo (ang. resin salve), v Sloveniji imenovano tudi smrekovo mazilo, je tradicionalno zdravilno sredstvo, katerega glavna sestavina je smrekova smola.

## Sestava
Smrekova smola, ki je glavna sestavina smrekovih mazil je v skandinavskih deželah najpogosteje pridobljena z norveške smreke (Picea excelsa), na Slovenskem pa z navadne smreke (Picea abies).
Največji delež mazilne osnove predstavlja maščoba, ki je lahko živalskega ali rastlinskega izvora, nekatera smrekova mazila pa vsebujejo tudi mineralna olja.

## Uporaba in pomen

### Medicina
V medicini se uporablja kot sredstvo proti glivicam in kot sredstvo za zdravljenje ran, saj ima močan protibakterijski in protiglivični učinek.

### Ljudsko zdravilstvo
Mazila iz smrekove smole so uporabljali ameriški staroselci za zdravljenje odrgnin, v drugih predelih sveta pa se njihovo uporabo povezuje z zdravljenjem artritisa, turov, opeklin, prehlada, tuberkuloze, kašlja, driske in drugih prebavnih motenj, glavobola, vnetij grla, revmatizma, kamnov, tumorjev in ran
V Slovenskem prostoru je o zdravilnih učinkih pripravkov iz smrekove smole pisal pater Simon Ašič.

### Nevarnosti za zdravje
Raziskave so pokazale 5,5% pojavnost alergij na smolo bora in smreke v obliki kontaktnega dermatitisa.

## Slkici
1. 1 2  »Resin salve from Norway spruce – a potential method to treat infected chronic skin ulcers?«. Division of Clinical Microbiology, HUSLAB, Helsinki University Hospital, Jorvi Hospital, Espoo, Finland. Pridobljeno 28. decembra 2010.
2. 1 2  http://www.repolar.com/media/pdf/Abilar-tuoteseloste_eng.pdf%5B%5D
3. ↑  »Effects of Norway spruce (Picea abies) resin on cell wall and cell membrane of Staphylococcus aureus«. Department of Surgery, Rheumatism Foundation Hospital, Heinola, Finland. Pridobljeno 29. decembra 2010.
4. ↑  »Antibacterial effects of home-made resin salve from Norway spruce«. Division of Clinical Microbiology, HUSLAB, Helsinki University Hospital, Jorvi Hospital, Espoo, Finland. Pridobljeno 28. decembra 2010.
5. ↑  »Beneficial effect of resin salve in treatment of severe pressure ulcers: a prospective, randomized and controlled multicentre trial«. Department of Surgery, Rheumatism Foundation Hospital, 18120 Heinola, Finland. Pridobljeno 28. decembra 2010.
6. ↑  Erichsen-Brown, C. (1989). Medicinal and other uses of North American plants: a historical survey with special reference to the eastern Indian tribes. Courier Dover Publications.
7. ↑  Duke, J.A., Wain, K.K. (1981) Medicinal plants of the world. Computer index with more than 85,000 entries. 3 vol.
8. ↑  Fregert S, Rorsman H. Hypersensitivity to balsam of pine and spruce. Arch Dermatol 1963;87:693-5